# 오용국
오용국(吳龍國, 1904년 남제주 ~ ?)은 대한민국의 정치인이다.

## 약력
- 제주공립농업학교졸업
- 동경대학법제학회졸업
- 서귀면양원사숙설립
- 서귀면회계,제주농회서기
- 제주도안덕면장
- 제주도서귀면장
- 잠사업경영
- 서귀면효돈수리조합장
- 남조선과도입법의회의원
- 1948년 5월 10일 : 제헌 국회의원(남제주)

한국전쟁 당시 납북되었으며, 평양의 도자기공장에서 일하던 중 탄광노동자로 좌천되었다. 작업 중 노동반장을 살해하여 연행되었으며, 이후 생사는 알려지지 않았다.

## 역대 선거 결과
|  | 0% |

|  | 13.34% |

## 참고자료
- 《대한민국 의정총람》, 국회의원총람발간위원회, 1994년
- 오용국 - 대한민국헌정회